# Uri Margolin
Uri Margolin (* 1942) ist ein israelisch-kanadischer Literaturwissenschaftler.
Margolin studierte Philosophie und englische Literatur an der Hebräischen Universität Jerusalem und vergleichende Literaturwissenschaft an der Cornell University. Er war viele Jahre Professor für Komparatistik an der University of Alberta. In fast fünfzig Studien beschäftigte er sich mit der Narratologie und dem Verhältnis von Literatur, Psychologie und biblischer Tradition in der westeuropäischen Literatur.
| Personendaten    | Personendaten                                   |
| ---------------- | ----------------------------------------------- |
| NAME             | Margolin, Uri                                   |
| KURZBESCHREIBUNG | israelisch-kanadischer Literaturwissenschaftler |
| GEBURTSDATUM     | 1942                                            |